# Francie na Letních olympijských hrách 1964
Francii na Letních olympijských hrách v roce 1964 v japonském Tokiu reprezentovala výprava 138 sportovců (118 mužů a 20 žen) ve 14 sportech.

## Medailisté
| Medaile | Jméno                                                                               | Sport      | Soutěž                          |
| ------- | ----------------------------------------------------------------------------------- | ---------- | ------------------------------- |
| Zlato   | Pierre Jonquères d'Oriola                                                           | Jezdectví  | Parkurové skákání – jednotlivci |
| Stříbro | Maryvonne Dupureurová                                                               | Atletika   | Ženy běh na 800 m               |
| Stříbro | Joseph Gonzales                                                                     | Box        | Muži lehkotěžká váha do 71 kg   |
| Stříbro | Jean Boudehen Michel Chapuis                                                        | Kanoistika | Muži C2 1000 m                  |
| Stříbro | Pierre Jonquères d'Oriola Janou Lefebvre Guy Lefrant                                | Jezdectví  | Parkurové skákání – družstvo    |
| Stříbro | Jean-Claude Magnan                                                                  | Šerm       | Muži fleret                     |
| Stříbro | Claude Arabo                                                                        | Šerm       | Muži šavle                      |
| Stříbro | Jean-Claude Darouy Georges Morel Jacques Morel                                      | Veslování  | Muži dvojka s kormidelníkem     |
| Stříbro | Kiki Caron                                                                          | Plavání    | Ženy 100 m znak                 |
| Bronz   | Paul Genevay Bernard Laidebeur Claude Piquemal Jocelyn Delecour                     | Atletika   | Muži štafeta 4 × 100 m          |
| Bronz   | Daniel Morelon                                                                      | Cyklistika | Muži 1000 m sprint              |
| Bronz   | Pierre Trentin                                                                      | Cyklistika | Muži 1000 m s pevným startem    |
| Bronz   | Daniel Revenu                                                                       | Šerm       | Muži fleret                     |
| Bronz   | Jacky Courtillat Jean-Claude Magnan Christian Noël Daniel Revenu Pierre Rodocanachi | Šerm       | Družstvo mužů fleret            |
| Bronz   | Claude Bourquard Claude Brodin Jacques Brodin Yves Dreyfus Jack Guittet             | Šerm       | Družstvo mužů kord              |